# Caryophyllidae
Sous-classe
Classification APG IV (2016)
Les Caryophyllidae forment une sous-classe de plantes dicotylédones.
En classification classique de Cronquist (1981) elle comprend 3 ordres :
- ordre Caryophyllales
- ordre Plumbaginales
- ordre Polygonales

En classification phylogénétique APG II (2003), en classification phylogénétique APG III (2009) et en classification phylogénétique APG IV (2016) cette sous-classe n'existe pas : ces plantes sont assignées à l'ordre des Caryophyllales.

## Animaux
Ne pas confondre : les Caryophylliidae sont une famille de scléractiniaires (coraux durs).